# Olimpiadi degli scacchi del 1939
Le Olimpiadi degli scacchi del 1939 furono l'ottava edizione della competizione organizzata dalla FIDE. Si disputarono dal 24 agosto al 19 settembre a Buenos Aires, e furono profondamente influenzate dallo scoppio della seconda guerra mondiale, che portò al ritiro della squadra inglese e al mancato svolgimento di sei partite nella fase finale. Furono la prima Olimpiade degli scacchi ad essere organizzata fuori dall'Europa.

## La competizione
Al torneo parteciparono 133 giocatori di 27 nazioni; fu la prima partecipazione per molti paesi latinoamericani, tra cui Cuba (guidata dall'ex campione del mondo José Raúl Capablanca), il Brasile e il Cile. Gli Stati Uniti, campioni delle ultime quattro edizioni, non si presentarono a causa di disaccordi finanziari con l'organizzazione, mentre la Germania nazista partecipò per la prima volta ad un'edizione ufficiale (era già stata presente alle Olimpiadi del 1936, tenute a Monaco di Baviera in concomitanza con i Giochi Olimpici, edizione tuttavia non considerata ufficiale dalla FIDE).
Alcuni paesi europei, tra cui l'Italia, la Jugoslavia e l'Ungheria, non parteciparono a causa delle difficoltà finanziarie del viaggio; nemmeno l'Austria era presente, a causa della sua annessione alla Germania (sebbene l'austriaco Erich Eliskases facesse parte della squadra tedesca), mentre la Cecoslovacchia partecipò con il nome di Protettorato di Boemia e Moravia, poiché anche il loro paese era stato occupato. Le nazionali europee compirono il viaggio di tre settimane fino all'Argentina con la stessa nave, la Priapolis.

### Prima fase
A causa dell'alto numero di squadre iscritte, anziché disputare un unico girone all'italiana come nelle precedenti edizioni, fu deciso di dividere la competizione in due fasi: nella prima le squadre vennero divise in quattro gironi (tre da sette e uno da sei); le prime quattro di ogni girone si qualificavano per la fase successiva, mentre le altre andavano a competere per la Copa Argentina.
Le partite di questi gironi durarono dal 23 al 31 agosto; non ci furono grosse sorprese, e l'Argentina fu l'unica a vincere tutte le sei partite.
Ogni colonna rappresenta un girone, in grassetto le squadre qualificate.
-  Brasile

- Canada

-  Inghilterra

- Paraguay
- Perù

-  Polonia
-  Boemia e Moravia

- Bolivia
- Bulgaria

-  Cile
-  Francia
-  Germania
-  Lettonia

- Uruguay

-  Argentina
-  Danimarca

- Ecuador
- Irlanda
- Islanda

-  Lituania
-  Paesi Bassi

-  Repubblica di Cuba
-  Estonia

- Guatemala

-  Mandato di Palestina

- Norvegia

-  Svezia

### Seconda fase
La seconda fase cominciò il 1º settembre, lo stesso giorno dello scoppio della seconda guerra mondiale. Tre giocatori inglesi abbandonarono la competizione, causando il ritiro della propria squadra; sebbene fosse stata avanzata la possibilità di fermare le Olimpiadi, l'assemblea dei capitani delle squadre decise di proseguire. Sei partite, quelle tra le squadre di nazioni in guerra tra loro, vennero assegnate 2-2 per accordo: esse furono le partite Germania-Francia, Germania-Polonia, Germania-Mandato britannico della Palestina, Boemia e Moravia-Francia, Boemia e Moravia-Polonia e Argentina-Mandato britannico della Palestina, quest'ultima per convincere i tedeschi a non disputare la partita con il Mandato britannico della Palestina, che ritenevano di poter vincere facilmente.
Il torneo fu vinto dalla Germania, che si portò al primo posto dopo il quarto turno, dopo aver sconfitto i cecoslovacchi nella partita precedente. I polacchi cominciarono male, ma si ripresero nel finale fino ad arrivare al secondo posto assoluto e a conquistare tre medaglie individuali; il bronzo fu assegnato all'Estonia, guidata da Paul Keres.

## Dopo le Olimpiadi
A causa dello scoppio della guerra, molti giocatori europei decisero di non tornare in patria al termine delle Olimpiadi, ma di rimanere in Argentina. L'intera squadra tedesca non ripartì per l'Europa, così come i polacchi Najdorf e Frydman, la prima scacchiera svedese Ståhlberg e i cecoslovacchi Pelikán e Karel Skalička.

## Risultati assoluti
| Pos.     | Squadra              | Scacchiere                   | Scacchiere              | Scacchiere              | Scacchiere           | Scacchiere            | Punti    |
| Pos.     | Squadra              | Prima                        | Seconda                 | Terza                   | Quarta               | Quinta (riserva)      | Punti    |
| Finale A | Finale A             | Finale A                     | Finale A                | Finale A                | Finale A             | Finale A              | Finale A |
| -------- | -------------------- | ---------------------------- | ----------------------- | ----------------------- | -------------------- | --------------------- | -------- |
|          | Germania             | Erich Eliskases              | Paul Michel             | Ludwig Engels           | Albert Becker        | Heinrich Reinhardtt   | 36       |
|          | Polonia              | Savelij Tartakover           | Miguel Najdorf          | Paulino Frydman         | Teodor Regedziński   | Franciszek Sulik      | 35,5     |
|          | Estonia              | Paul Keres                   | Ilmar Raud              | Paul Felix Schmidt      | Gunnar Friedemann    | Johannes Türn         | 33,5     |
| 4        | Svezia               | Gideon Ståhlberg             | Erik Lundin             | Nils Bergkvist          | Gösta Danielsson     | Bengt Ekenberg        | 33       |
| 5        | Argentina            | Roberto Grau                 | Luis Piazzini           | Jacobo Bolbochan        | Carlos Guimard       | Isaias Pleci          | 32,5     |
| 6        | Boemia e Moravia     | Karel Opočenský              | Jan Foltys              | Jiří Pelikán            | Karel Skalička       | František Zíta        | 32       |
| 7        | Lettonia             | Vladimirs Petrovs            | Fricis Apšenieks        | Movsas Feigins          | Lucijs Endzelins     | Tenis Melngailis      | 31,5     |
| 8        | Paesi Bassi          | Theo van Scheltinga          | Nicolaas Cortlever      | Adriaan de Groot        | Lodewijk Prins       | Chris De Ronde        | 30,5     |
| 9        | Mandato di Palestina | Moshe Czerniak               | Yosef Porath            | Victor Winz             | Zelman Kleinstein    | Meir Rauch            | 26       |
| 10       | Francia              | Aleksandr Alechin            | Aristide Gromer         | Victor Kahn             | Barbatto Rometti     | Edmond Dez            | 24,5     |
| 11       | Repubblica di Cuba   | José Raúl Capablanca         | Albert López            | Miguel Alemán           | Rafael Blanco        | Francisco Planas      | 22,5     |
| 12       | Cile                 | Mariano Castillo             | Rodrigo Flores          | René Letelier           | Julio Salas          | Enrique Reed          | 22       |
| 13       | Lituania             | Vladas Mikėnas               | Povilas Vaitonis        | Markas Luckis           | Povilas Tautvaišas   | Ksaveras Andrašiūnas  | 22       |
| 14       | Brasile              | Octávio Trompowsky           | Adhemar da Silva Rocha  | Walter Cruz             | João de Souza Mendes | Oswaldo Cruz Filho    | 21       |
| 15       | Danimarca            | Jens Enevoldsen              | Christian Poulsen       | Alfred Christensen      | Ernst Sørensen       | Øjvind Larsen         | 17,5     |
| 16       | Inghilterra          | Conel Hugh O'Donel Alexander | George Alan Thomas      | Stuart Milner-Barry     | Harry Golombekk      | Baruch Harold Wood    | ritirati |
| Finale B |                      |                              |                         |                         |                      |                       |          |
| 17       | Islanda              | Baldur Möller                | Ásmundur Ásgeirsson     | Jón Guðmundsson         | Einar Þorvaldsson    | Guðmundur Arnlaugsson | 28       |
| 18       | Canada               | John Morrison                | Daniel Yanofsky         | Haakon Opsahl           | Walter Holowach      | Abraham Helman        | 28       |
| 19       | Norvegia             | Ernst Rojahn                 | A. Larsen               | Sverre Rebnord          | Johannes Austbø      |                       | 27       |
| 20       | Uruguay              | Ernest Rotunno               | Carlos Hounie Fleurquin | Luis Alberto Gulla      | Luis Roux-Cabral     | Alfredo Olivera       | 26       |
| 21       | Bulgaria             | Aleksandǎr Cvetkov           | Oleg Nejkirh            | Aleksandǎr Kiprov       | Mihail Kantardžiev   | Emil Karastojčev      | 25,5     |
| 22       | Ecuador              | Neptalí Ponce                | Santiago Morales        | José Sierra             | Miguel Suárez Dávila | Carlos Ayala          | 21       |
| 23       | Guatemala            | Guillermo Vassaux            | José Luis Asturias      | Domingo Cruz Bulnes     | Carlos Salazar       |                       | 15,5     |
| 24       | Irlanda              | John O'Hanlon                | John O'Donovan          | Gerard Kerlin           | William Minnis       | William Nash          | 15,5     |
| 25       | Perù                 | Alberto Ismodes Dulanto      | Felipe Pinzón Solis     | René Castro de Mendoza  | Domingo Soto         | J. Alberto Cayo       | 14       |
| 26       | Bolivia              | Hugo Córdova                 | Pablo Baender           | Jorge Rodríguez Hurtado | Luis Zavala          | Victor Reyes Velasco  | 10       |
| 27       | Paraguay             | Juan Silvano Díaz Pérez      | Ernesto Espínola        | Luis Laterza            | Luis Oscar Boettner  | Augusto Aponte        | 9,5      |

## Risultati individuali
Furono assegnate medaglie ai tre giocatori di ogni scacchiera con le migliori percentuali di punti per partita. Furono assegnati anche premi individuali per i giocatori che parteciparono alla finale B. In ordine di scacchiera, i vincitori furono Ernst Rojahn (Norvegia), Daniel Yanofsky (Canada), Jón Guðmundsson (Islanda), Mihail Kantardžiev (Bulgaria) e Guðmundur Arnlaugsson (Islanda).
|                             | Giocatore            | Punti            | Partite          | %                |
| Prima scacchiera            | Prima scacchiera     | Prima scacchiera | Prima scacchiera | Prima scacchiera |
| --------------------------- | -------------------- | ---------------- | ---------------- | ---------------- |
|                             | José Raúl Capablanca | 8,5              | 11               | 77,3             |
|                             | Aleksandr Alechin    | 7,5              | 10               | 75,0             |
|                             | Vladimirs Petrovs    | 9,5              | 13               | 73,1             |
| Seconda scacchiera          |                      |                  |                  |                  |
|                             | Yosef Porath         | 7,5              | 10               | 75,0             |
|                             | Miguel Najdorf       | 9                | 12               | 75,0             |
|                             | Erik Lundin          | 8,5              | 13               | 65,4             |
| Terza scacchiera            |                      |                  |                  |                  |
|                             | Ludwig Engels        | 9,5              | 11               | 86,4             |
|                             | Paulino Frydman      | 9                | 12               | 75,0             |
|                             | Jacobo Bolbochán     | 9,5              | 13               | 73,1             |
| Quarta scacchiera           |                      |                  |                  |                  |
|                             | Gunnar Friedemann    | 14               | 18               | 77,8             |
|                             | Lodewijk Prins       | 7,5              | 11               | 68,2             |
|                             | Teodor Regedziński   | 6                | 10               | 60,0             |
| Quinta scacchiera (riserva) |                      |                  |                  |                  |
|                             | Isaias Pleci         | 9,5              | 13               | 73,1             |
|                             | František Zíta       | 7,5              | 11               | 68,2             |
|                             | Enrique Reed         | 7,5              | 12               | 62,5             |

### Medaglie individuali per nazione
| Nazione              |   |   |   | Totali |
| -------------------- | - | - | - | ------ |
| Argentina            | 1 | 0 | 1 | 2      |
| Repubblica di Cuba   | 1 | 0 | 0 | 1      |
| Mandato di Palestina | 1 | 0 | 0 | 1      |
| Germania             | 1 | 0 | 0 | 1      |
| Estonia              | 1 | 0 | 0 | 1      |
| Polonia              | 0 | 2 | 1 | 3      |
| Francia              | 0 | 1 | 0 | 1      |
| Paesi Bassi          | 0 | 1 | 0 | 1      |
| Boemia e Moravia     | 0 | 1 | 0 | 1      |
| Lettonia             | 0 | 0 | 1 | 1      |
| Svezia               | 0 | 0 | 1 | 1      |
| Cile                 | 0 | 0 | 1 | 1      |